# Régiment de Hainaut
Pour les articles homonymes, voir Régiment de Hainaut (homonymie).
Le régiment de Hainaut est un régiment d'infanterie du royaume de France, créé en 1651 sous le nom de régiment de Vendôme, devenu sous la Révolution le 50e régiment d'infanterie de ligne.

## Création et différentes dénominations
- 25 février 1651 : création du régiment de Vendôme
- 2 juillet 1712 : prend le nom de régiment du duc de Berry
- 4 mai 1714 : prend le nom de régiment de Barrois
- 22 mars 1717 : reprend le nom de régiment de Vendôme
- 25 juin 1726 : renommé régiment d'Ourouër
- 21 mai 1726 : renommé régiment de Stainville
- 15 janvier 1745 : renommé régiment de La Roche-Aymon
- 20 juin 1761 : renommé régiment de Royans[Note 1]
- 10 décembre 1762 : prend le nom de régiment de Hainaut[1]
- 1er janvier 1791 : Tous les régiments prennent un nom composé du nom de leur arme avec un numéro d’ordre donné selon leur ancienneté. Le régiment de Hainaut devient le 50e régiment d'infanterie de ligne ci-devant Hainaut.

## Colonels et mestres de camp
- 25 février 1651 : César duc de Vendôme
- 22 novembre 1665 : Louis duc de Vendôme
- 30 septembre 1669 : Louis Joseph duc de Vendôme
- 15 août 1712 : René Jean-Baptiste de Coskaer d'Ablois, marquis de La Vieuville
- 22 mars 1717 : Philippe chevalier de Vendôme
- 25 juin 1726 : N de Grivel de Gamaches marquis d'Ourouër
- 8 avril 1737 : Paul de Grivel de Gamaches marquis d'Ourouër
- 21 mai 1743 : Étienne François de Choiseul marquis de Stainville
- 15 janvier 1745 : Antoine Louis François marquis de La Roche-Aymon[Note 2],[2]
- 20 juin 1761 : Charles Sigismond de Montmorency marquis de Royan
- 13 avril 1780 : Abraham Frédéric vicomte d’Hautefort
- 10 mars 1788 : Armand Jérôme Aimé comte de Neel
- 21 octobre 1791 : Marie Alexis François Régis Regnaud[3]
- 19 décembre 1791 : Claude de Saint-Simon
- 1792 : Jean Ignace de Bordenave

## Historique des garnisons, combats et batailles

### Régiment de Vendôme (1651-1712)

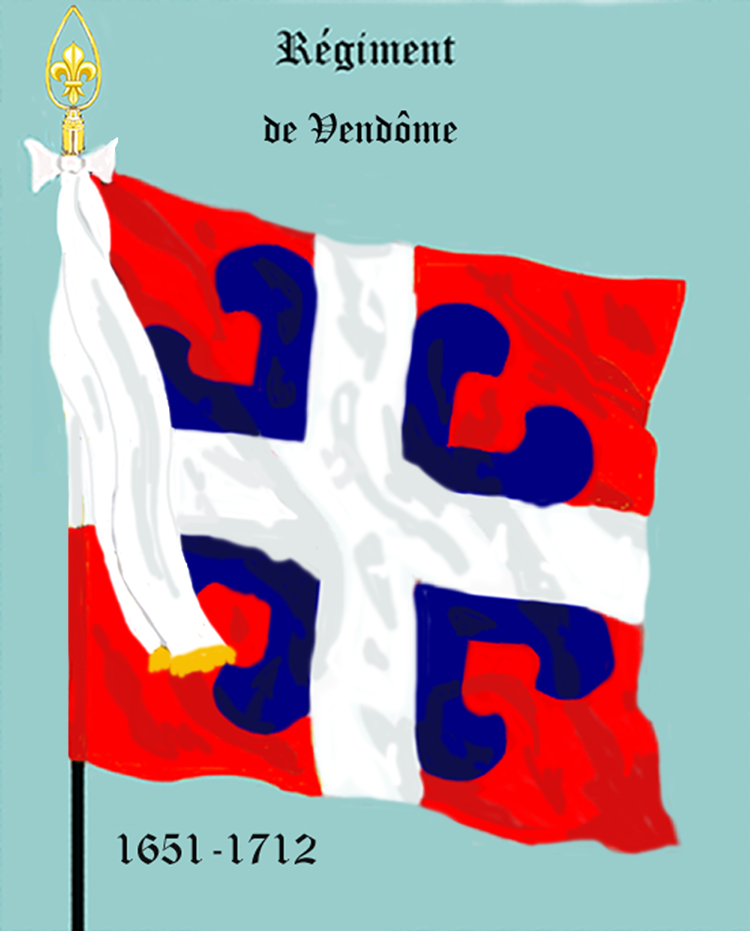
de 1651 à 1712

#### La Fronde
Le « régiment de Vendôme » est créé par commission délivrée le 25 février 1651 et donné à César duc de Vendôme, bâtard de Henri IV.
Pendant la première année de son existence, le « régiment de Vendôme » est employé, dans le cadre de la Fronde, à soumettre plusieurs petites places du duché de Bourgogne.
Il se rendit en 1652 en Provence, et après avoir contribuer à soumettre Toulon, il occupe cette ville le 13 septembre et il y passe l'hiver.
Envoyé en 1653 en Guyenne, il servit au blocus de Bordeaux. Le régiment fut d'abord placé dans le fort César du Médoc. Il en sortit en juin, pour aller au siège de Bourg, et il était de tranchée le 30, quand le baron Jean-Baptiste de Montesson, qui le commandait en qualité de mestre de camp pour le duc de Vendôme, reçut une balle dans la tête, dont il mourut sur le champ. La place capitula le 2 juillet, et le régiment s'y établit. Le 17 du même mois, un détachement participait à la prise de Libourne. Après la soumission de Bordeaux, le « régiment de Vendôme » fut cantonné dans le pays pour assurer la tranquillité , et il y demeura jusqu'en 1655.

#### Guerre franco-espagnole
Dans le cadre de la guerre franco-espagnole, le régiment est porté cette année à 15 compagnies, et rejoint l'armée de Flandre et fait le siège de Condé.
Il est en 1656, il participe au siège de Valenciennes, et il sert dans les garnisons du Nord jusqu'à la paix des Pyrénées.
A la fin de 1659, il est envoyé dans le Bas-Poitou pour surveiller les sauniers.
Le 12 avril 1651, le régiment est réduit à huit compagnies, malgré l'incorporation du régiment de Mercoeur. Au mois de septembre, le « régiment de Vendôme » fait partie du petit corps dirigé sur Montauban pour y réprimer une tentative de révolte, puis, il retourne ensuite dans ses quartiers du Poitou, d'où il ne bougea plus jusqu'en 1667.
Le duc de Mercoeur, connu aussi sous le nom de cardinal de Vendôme, et qui possédait déjà le régiment des Vaisseaux, avait succédé à son père en 1665 dans le commandement de celui-ci, qu'il céda lui-même en 1669 à son fils, le célèbre duc de Vendôme, alors âgé de 15 ans.

#### Guerre de Dévolution
En 1667, dans le cadre de la guerre de Dévolution, le « régiment de Vendôme » composa le fond de la petite armée d'observation que le lieutenant général de Foucauld commanda dans le Roussillon et en était le seul corps régulier.
Aidé des milices du pays, il força en 1668 les Espagnols à lever le siège de Bellegarde,.

#### Expédition de Candie
Réduit à la paix à deux compagnies de 80 hommes chacune, le régiment fut désigné en 1669 pour faire l'expédition de Candie. Il était de retour en France au mois de septembre.

#### Guerre de Hollande
Remis à 16 compagnies en 1671, il fait la campagne de 1672 avec le prince de Condé et se trouve aux prises de Rheinberg, d'Orsoy et d'Arnheim, et reste en garnison dans cette dernière place.
En 1673, il contribue à la conquête de Maastricht, et, à la fin de cette année, il jette son 1er bataillon dans Grave, pendant que l'autre allait prendre ses quartiers d'hiver en Bourgogne.
Dès les premiers mois de 1674, le 2e bataillon sert aux sièges de Besançon et de Dôle puis il rallie ensuite l'armée de Turenne et combat à Sinsheim, Ensheim et Turckheim. Pendant ce temps, le 1er bataillon s'illustre à la défense de Grave.
Le régiment entier fit la campagne de 1675 sur le Rhin. Après la mort de Turenne, il se signala à la défense des ponts d'Altenheim. Le jeune duc de Vendôme combattait ce jour-là à la tête de ses soldats et reçut une blessure à la cuisse. Le régiment se trouva encore cette année au secours
d'Haguenau et de Saverne.
Ses compagnies furent partagées pendant les trois campagnes suivantes :
 Tandis que le gros du corps continuait de servir sur le Rhin, le reste était à l'armée de Flandre. 
Cette dernière portion
contribua en 1676 à la prise de Condé, en 1677 à celle de Cambrai, et en 1678 à la conquête d'Ypres.
 L'autre, formant brigade avec le régiment de La Marine, se trouva sous le commandement du maréchal de Créquy à la bataille de Kokersberg en 1676, à la prise de Fribourg en 1677, au combat de Seckingen et aux prises de Kehl et de Lichtemberg en 1678, et, enfin, à la bataille de Minden en 1679.

#### Guerre de la Ligue d'Augsbourg
Engagé dans la guerre de la Ligue d'Augsbourg le « régiment de Vendôme » fait la campagne de 1688 sur la Moselle avec le régiment de Boufflers-Wallon. Il occupe Bonn et y reste en garnison.
L'année suivante, il prend une part glorieuse à la défense cette place. Le 16 avril, à une heure du matin, 2 000 hommes d'infanterie et 400 chevaux des troupes de Cologne, accompagnés de plus de 2 000 paysans, tentent de surprendre une petite redoute située sur le bord du Rhin, vis-à-vis de Bonn, et qui n'était défendue que par 60 hommes du « régiment de Vendôme ». Deux piquets de grenadiers, placés sur le fleuve dans des bateaux couverts, étaient seuls à portée de les secourir. L'ennemi était parvenu sans bruit jusqu'au bord du fossé, mais la sentinelle avait aperçu une mèche de mousquet, elle fit feu , et dans un instant la petite garnison fut sur pied. Elle se défendit pendant 3 heures et contraignit l'attaquant à se retirer. L'ennemi laissait sur son glacis 400 hommes, dont un colonel et un lieutenant-colonel. Le « régiment de Vendôme » perdit 2 officiers et 6 hommes. Après la capitulation de Bonn, le « régiment de Vendôme » se retira en Alsace.
Au printemps 1690, il fut désigné pour faire partie de l'armée des Alpes. Il escorta la grosse artillerie qu'on envoyait au maréchal Catinat, qu'il joignit le 6 juin devant Carmagnola, et servit avec distinction à toutes les opérations des campagnes de 1690, 1691 et 1692, notamment aux défenses de Pignerol et de Suze.
En 1693, l'armée prit l'offensive. A la bataille de la Marsaglia, le « régiment de Vendôme », placé à la gauche de la 2e ligne d'infanterie derrière le régiment de Perche, engagea la bataille avec ce corps, arrêta sur la pointe de ses baïonnettes la cavalerie piémontaise, la culbuta et mit ensuite en désordre l'infanterie des Alliés.
Un bataillon de nouvelle levée, qui servait sous le nom de « bataillon de Vendôme » dans les Pays-Bas, contribua en 1694 à la défense d'Huy, et en 1695 à celle de Namur.
Il servit encore en Italie durant les deux campagnes suivantes, avant de rejoindre en 1696 le duc de Vendôme en Catalogne, et prit part au bataille d'Ostalrich.
En 1697, il fit le siège de Barcelone. Dans la nuit du 4 au 5 juillet, il se rendit maître du chemin couvert après un combat terrible, mais au jour le logement n'était pas achevé et une sortie de 600 hommes vint culbuter les travailleurs. A cette vue, le « régiment de Vendôme » , quoique sans munitions, marche de nouveau à l'ennemi, le refoule l'épée dans les reins jusqu'à la barrière par laquelle il est sorti, et reste maître de sa conquête.

#### Guerre de Succession d'Espagne
Dans le cadre de la guerre de Succession d'Espagne, le régiment est porté à deux bataillons le 1er février 1701. Affecté à l'armée d'Italie, il se trouve aux batailles de Carpi et de Chiari.
En 1702, il se trouve à la bataille et à la prise de Luzzara, aux prises de Guastalla et de Borgoforte. Détaché ensuite sous le commandement du général Albergotti , il est à la prise de Modène, où il reste quelque temps en garnison, et prend ses quartiers d'hiver à Caneto.
En 1703, le bataillon suit le duc de Vendôme dans le Trentin et se signale aux prises de Nago et d'Arco.
En 1704, les grenadiers se couvrent de gloire au siège de Verceil, suivi des sièges d'Ivrée et de Verrue.
Pendant ce temps, le 2e bataillon, qui était resté dans les garnisons d'Alsace et qui avait seulement assisté l'arme au bras à la bataille de Friedlingen, en 1702, faisait
sa première campagne, en 1703, sous le commandement du maréchal de Villars, servait au siège de Kehl, puis, passant en Bavière, se trouvait à la première journée d'Höchstädt et à la prise d'Augsbourg. Il avait continué de servir en Bavière sous le commandement du maréchal de Marsin, avait vu en 1704, sans être engagé, le désastre d'Höchstädt, était rentré en Alsace.
Ce bataillon vint joindre devant Verrue dans l'hiver de 1704 à 1705. Le 1er mars les deux bataillons rivalisèrent de courage à l'attaque du fort de l'Isle, dont la prise amena enfin la chute de Verrue. Le 31 mai, les 2 compagnies de grenadiers aident au succès du combat de la cassine de Moscolino, en gardant les retranchements de la tête de pont sur la Chiesa. Le régiment se trouva ensuite à l'attaque des lignes du prince Eugène, à Castelleone, à la prise de Chivasso et à la bataille de Cassano. Durant cette bataille, le régiment était à l'aile droite. Eugène dirigea sa principale attaque sur le centre, qu'il fit plier. Mais le général Albergotti, à la tête du « régiment de Vendôme » et de quelques autres régiments, vint aborder dans ce moment le fort construit à la tête du pont de Cassano, et en chassa l'ennemi avec une telle vigueur que le combat se trouva rétabli. Le 16 octobre, le « régiment de Vendôme » combattit encore avec le régiment d'Auvergne à Gumbetto, et il alla prendre ses quartiers d'hiver à Mantoue.
En 1706, à la bataille de Calcinato, le régiment était en réserve. Après la défaite de la gauche impériale, lorsque le comte de Grancey voulut s'emparer du pont sur la Chiesa pour ouvrir un passage à la gauche française qui devait couper la retraite aux fuyards, le régiment s'élança le premier, franchit la rivière au pont Saint-Marc, et, sans considérer le nombre des ennemis, il se rua sur une masse de 22 bataillons autrichiens, la mit en désordre et procura à la cavalerie qui le suivait une victoire facile. Toutefois, cette cavalerie arriva fort à propos pour lui, car les Autrichiens, qui avaient eu le temps de revenir de leur étonnement, allaient l'envelopper et le faire prisonnier. Le « régiment de Vendôme » , qui avait beaucoup souffert durant la bataille de Calcinato, acheva de se faire écraser aux batailles de Turin puis de Castiglione.
En quittant l'Italie, le régiment était réduit à 350 hommes, qui allèrent joindre le duc de Vendôme en Flandre.
En 1708, il assista à la bataille d'Audenarde
En 1709, avec le marquis de Surville, il défendit Tournai (en).
En 1711, il se trouve à la bataille d'Arleux.
En 1712, il participe à la bataille de Denain et aux reprises de Douai, du Quesnoy et de Bouchain. Le duc de Vendôme mourut en Espagne en 1712, ne laissant après lui qu'un frère, Philippe le grand-prieur de Malte, tombé dans la disgrâce du roi, qui donna le régiment, le 2 juillet 1712, à Charles de Bourbon, duc de Berry.

### Régiment du duc de Berry (1712-1714)

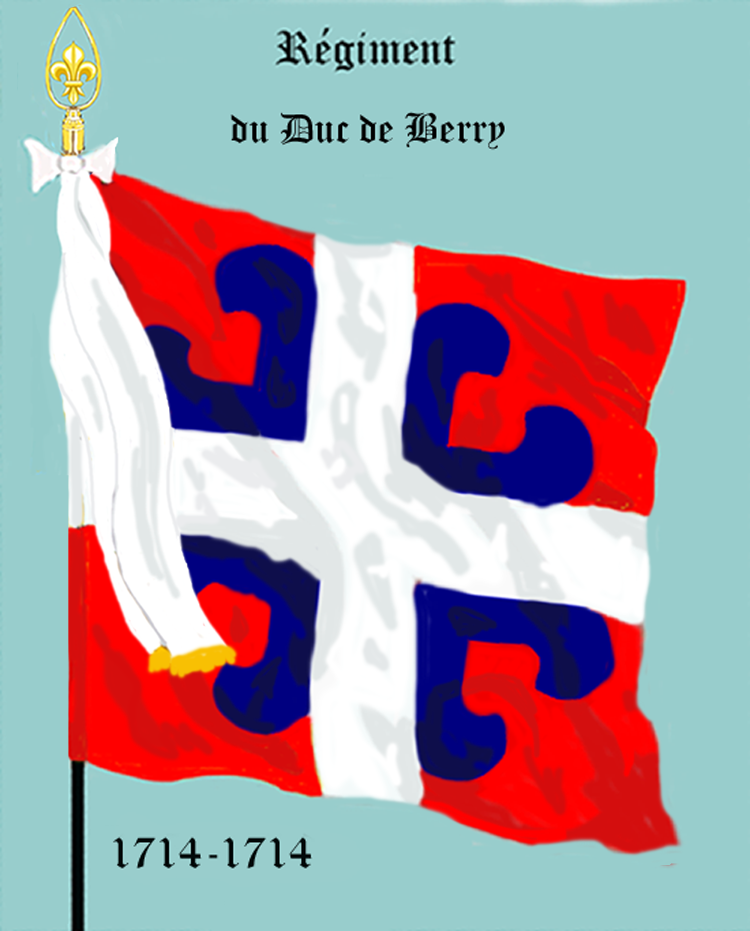
de 1712 à 1714

#### Guerre de Succession d'Espagne
Devenu « régiment du duc de Berry », le commandement réel est en même temps confié au marquis de La Vieuville, dont la femme était dame d'atours de la duchesse de Berry.
En 1713, le régiment servit, dans le cadre de la guerre de Succession d'Espagne, aux sièges de Landau et de Fribourg.
Le duc de Berry, Charles de Bourbon, dernier des petits-fils de Louis XIV, étant mort le 4 mai 1714, le « régiment du duc de Berry » fut réduit à un bataillon et mis sous le titre de la province de Barrois, qu'avait porté jusque-là un autre corps récemment donné au prince de Conti.

### Régiment de Barrois (1714-1717)

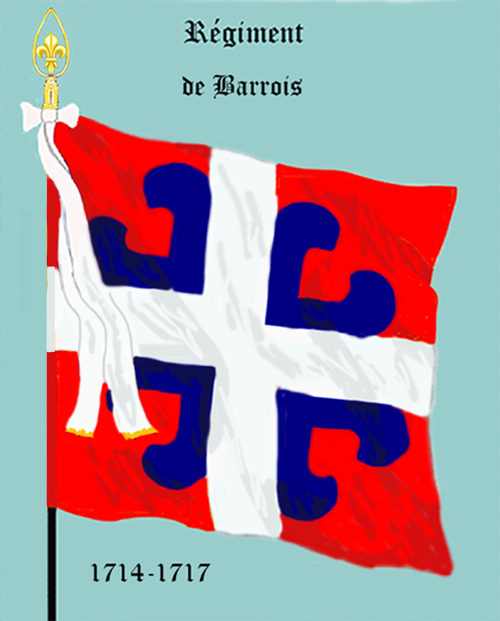
de 1714 à 1717

Le titre de « régiment de Barrois » ne dura guère plus longtemps que le précédent, le « régiment du duc de Berry ». Le régent, qui ne partageait pas apparemment les préventions de Louis XIV contre le grand-prieur de Vendôme, rendit à celui-ci, le 22 mars 1617, le régiment qui avait appartenu à sa famille.

### Régiment de Vendôme (1717-1727)

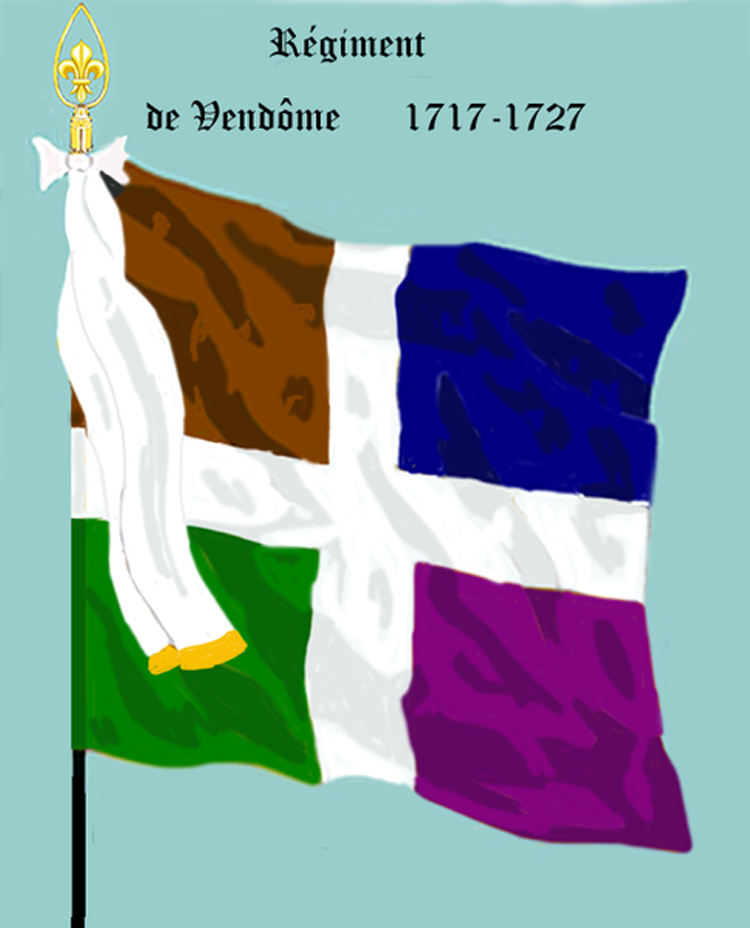
de 1717 à 1727

Le nom illustre de « régiment de Vendôme » brilla donc encore une fois dans les troupes jusqu'à la mort du grand-prieur, arrivée en 1727.

### Régiment d'Ourouër (1726-1743)

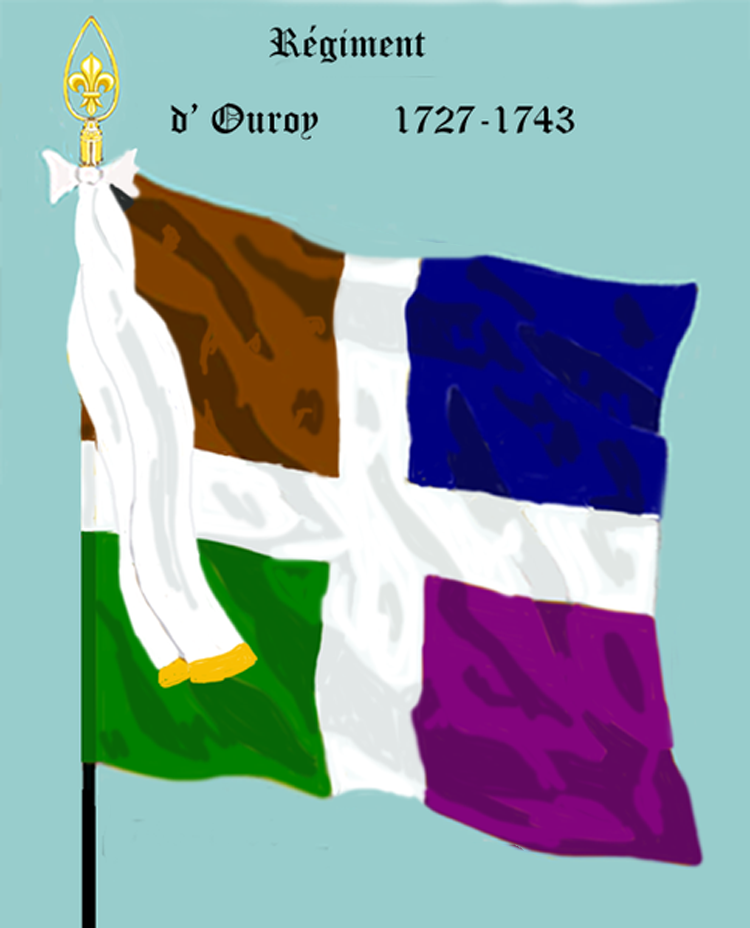
de 1727 à 1743
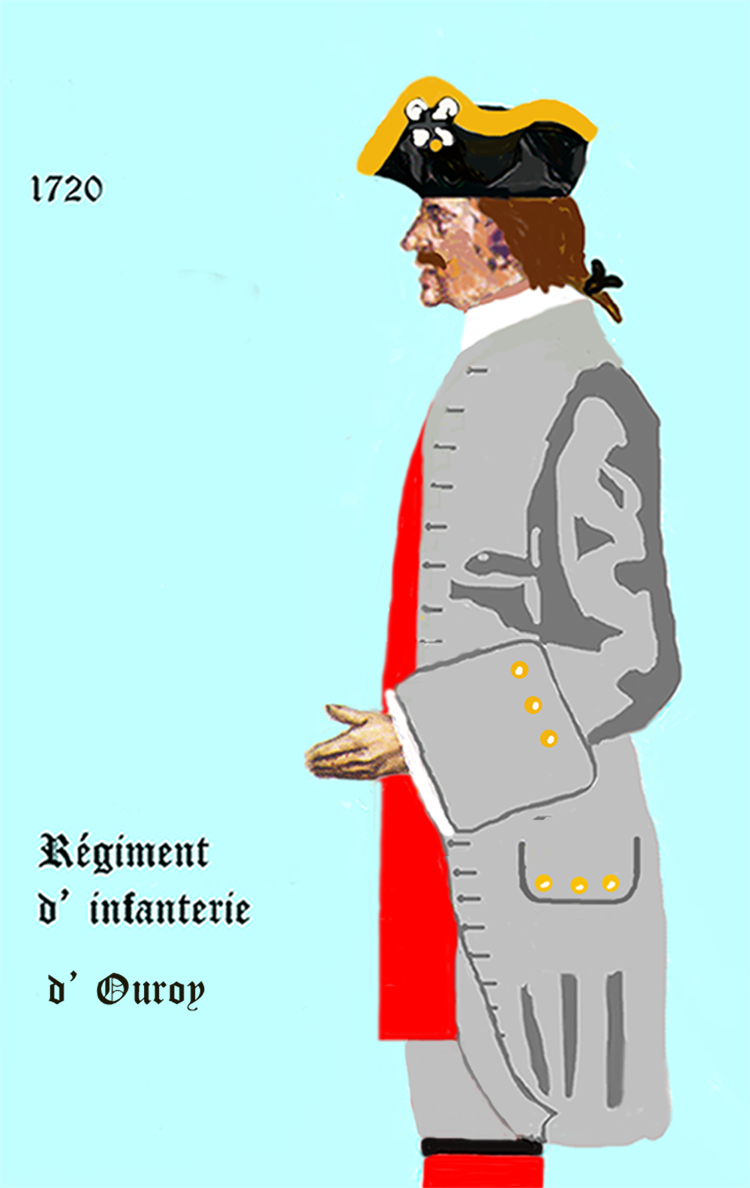
de 1727 à 1734
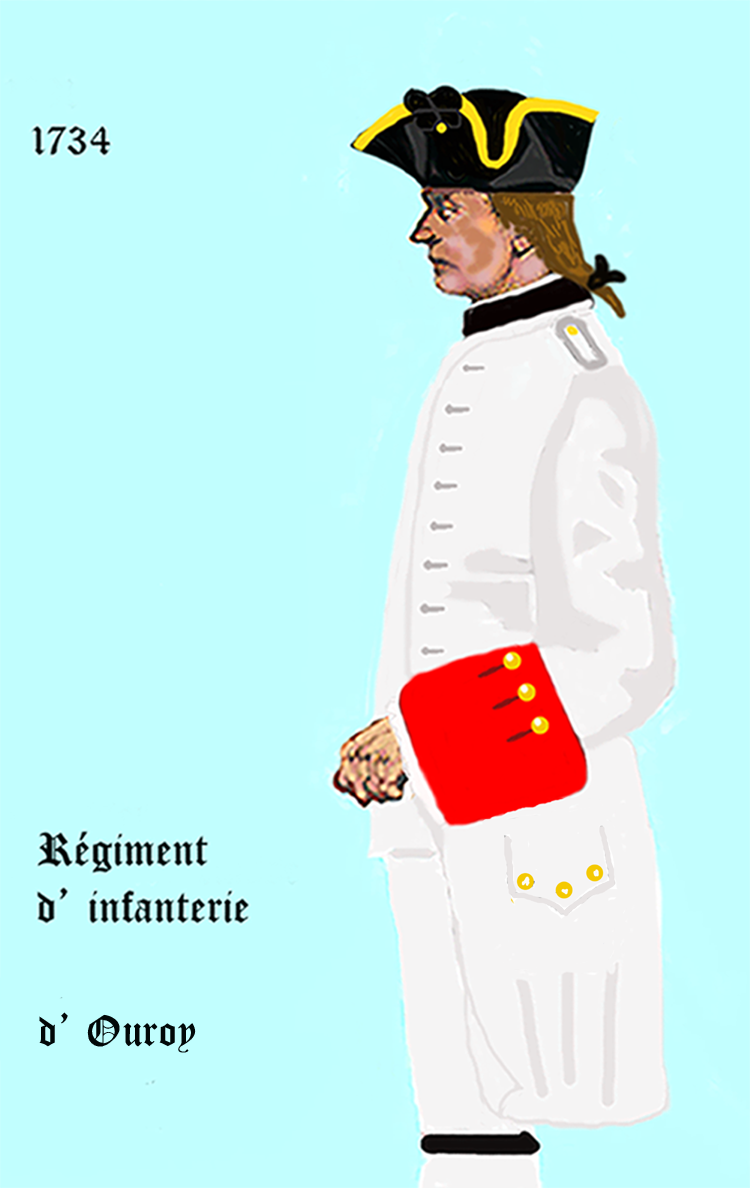
de 1734 à 1740
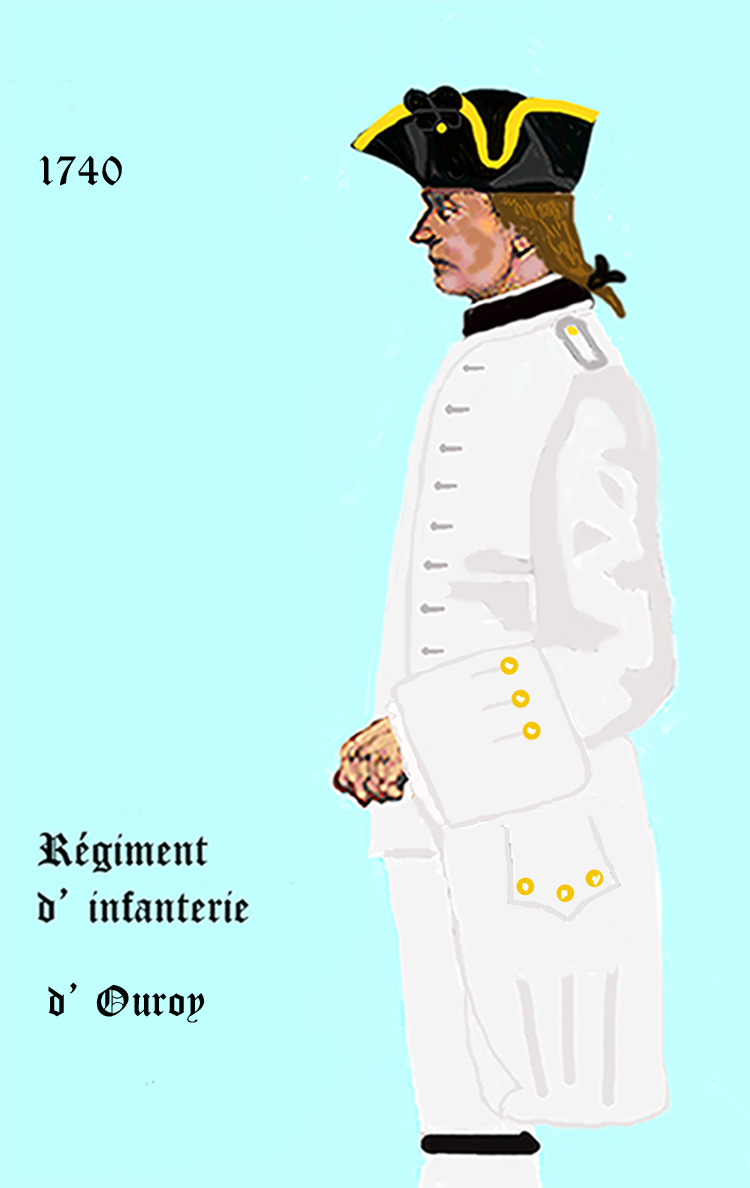
de 1740 à 1762

#### Guerre de Succession de Pologne
Après la mort du grand-prieur, le régiment devint alors simple régiment de gentilshommes. Il prend le nom de « régiment d'Ourouër » après avoir été donné à un membre de la famille de Grivel de Gamaches marquis d'Ourouër.
En 1733, dans le cadre de la guerre de Succession de Pologne, sous le nom « régiment d'Ourouër », il fait partie de l'armée du Rhin.
En 1734, il se trouve à l'attaque des lignes d'Ettlingen et au siège de Philippsbourg. Au mois de septembre, il est au camp de Bühl, et, en octobre, à la bataille de Clausen.

#### Expédition en Corse
Le « régiment d'Ourouër » fut un des premiers régiments français qui mirent le pied dans l'île de Corse. Désigné pour cette expédition en janvier 1738 , il partit du golfe Juan le 1er février et débarqua le 8 à Bastia, où il fut mis en garnison. Le 7 décembre de cette année, il combat à Borgo un rassemblement de paysans.
Le 3 juin 1739, il prit une part brillante aux combats de San-Giacomo, et revint en France en avril 1741 .

#### Guerre de Succession d'Autriche
Dans le cadre de la guerre de Succession d'Autriche, le régiment se mit en marche avec le régiment d'Auvergne, le 2 avril 1742, pour se rendre en Bavière, et arriva avec lui, le 20 mai, à Sedlitz, et fut aussitôt détaché pour aller au secours de Frawemberg. Ses grenadiers emportèrent en passant le château de Wodnian, et le régiment se trouva à la bataille de Sahay, dont l'issue força les Français à se retirer sous les murs de Prague. Le « régiment d'Ourouër » n'avait déjà plus que 486 hommes sous les drapeaux. Embrigadé avec le régiment d'Anjou, il contribua pendant les six derniers mois de cette année à la défense de Prague. Après la capitulation de Prague et la retraite de l'armée Française, le régiment rentra en France, en février 1743, et il fut dirigé sur Toulon.

### Régiment de Stainville (1743-1745)

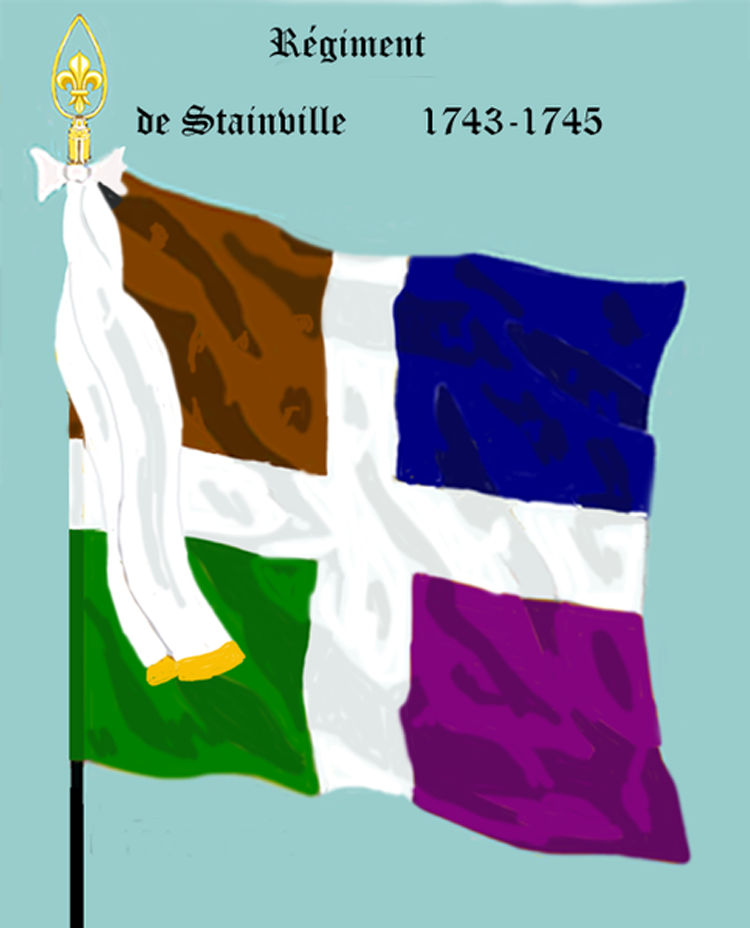
de 1743 à 1745
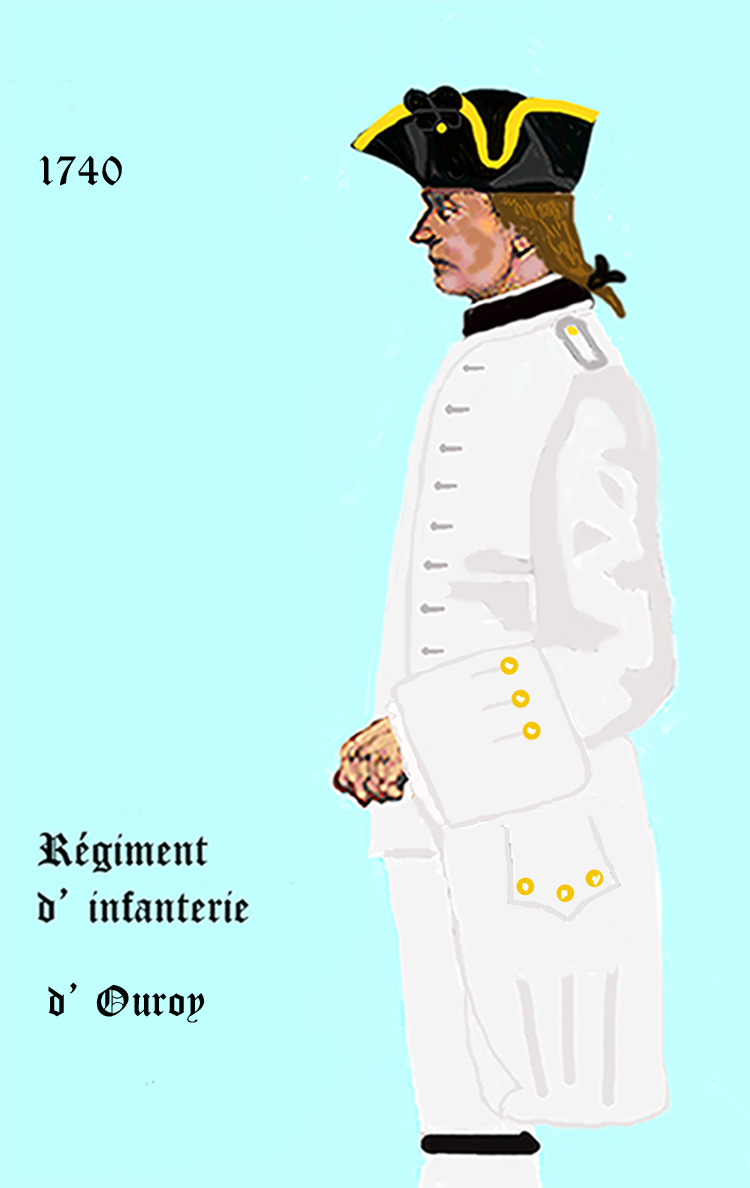
de 1740 à 1762

#### Guerre de Succession d'Autriche
Le 21 mai 1743, l'unité prend le nom de « régiment de Stainville » après avoir été donné à Étienne François de Choiseul marquis de Stainville.
Après avoir passé l'année 1743 à se rétablir, il rallia, en 1744 l'armée destinée à opérer en Italie. Il se trouva au passage du Var, à la prise des châteaux d'Aspremont et d'Utelle, de Nice, de Castelnuovo, de la Scarerna, de Peglia, de Castiglione et de la Turbia, servit aux sièges de Montalban et de Villefranche, de Château-Dauphin, de Démont et de Coni. Il participa, avec le régiment de Lyonnais, la bataille de la Madonne de l'Olmo durant laquelle les deux régiments rompirent une colonne ennemie, la poussèrent l'épée dans les reins jusque sur une de leurs batteries, dont ils s'emparèrent et dont ils tournèrent immédiatement les canons contre elle.

Affaibli par cette laborieuse campagne, le « régiment de Stainville » repassa les Alpes.

### Régiment de La Roche-Aymon (1745-1761)

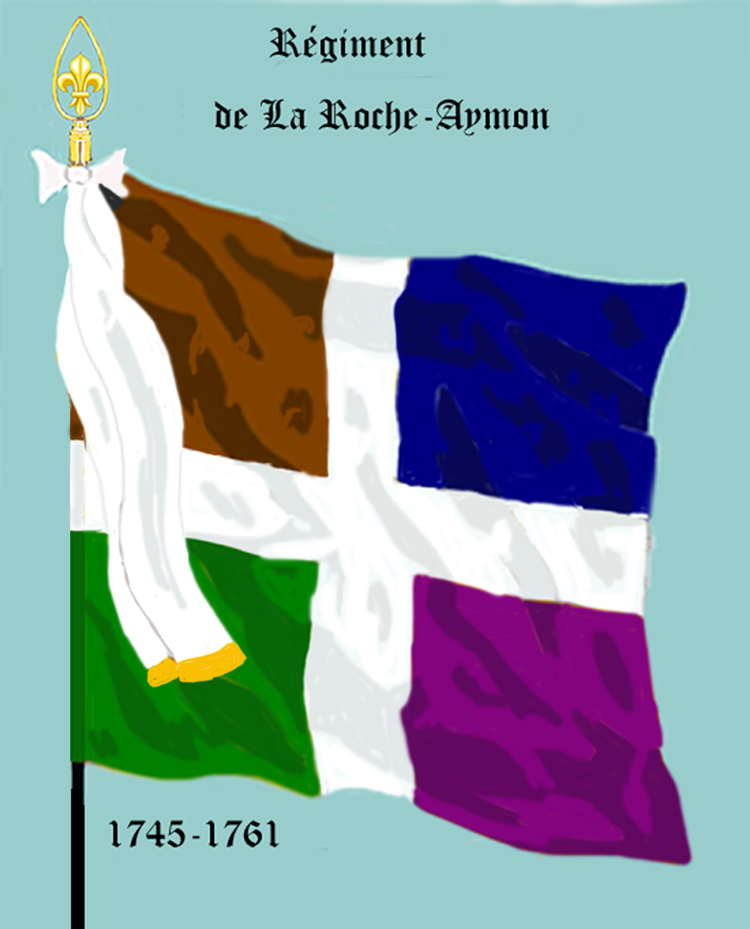
de 1745 à 1761
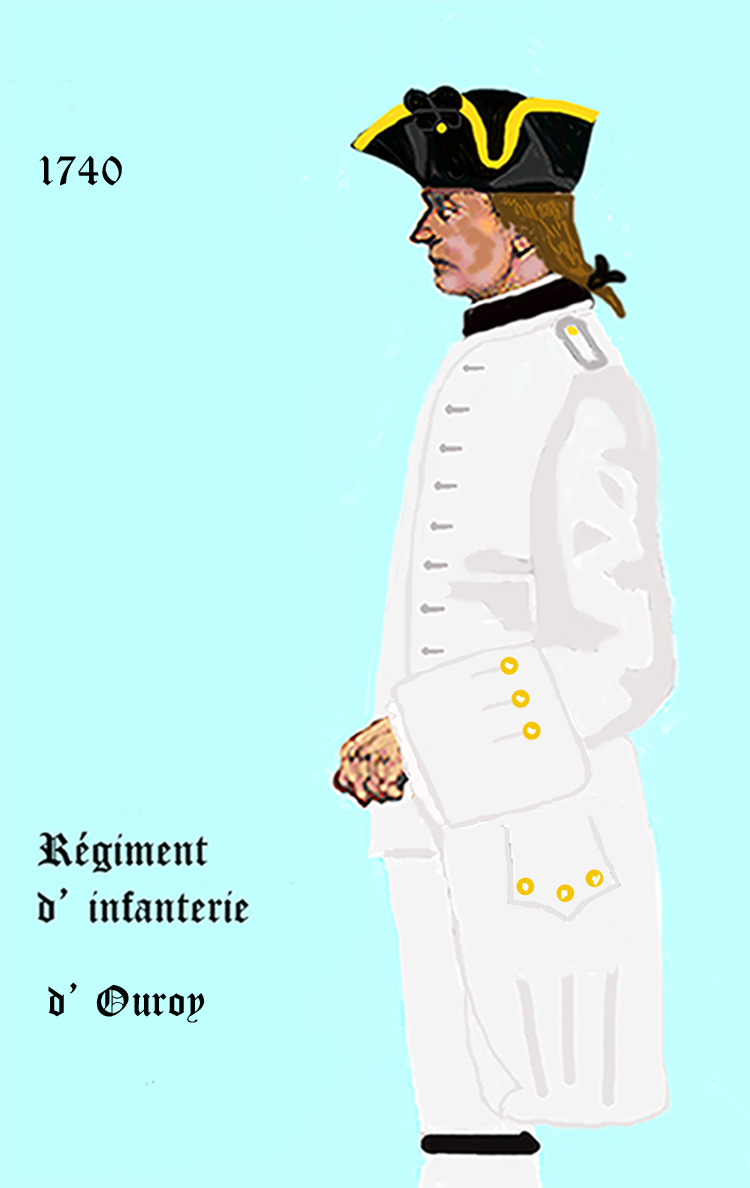
de 1740 à 1762

#### Guerre de Succession d'Autriche
Devenu « régiment de La Roche-Aymon » après avoir été donné à Antoine Louis François marquis de La Roche-Aymon, le 15 janvier 1745, et reporté à 2 bataillons par ordonnance en date du 25 août 1745, le régiment fut employé dans le Languedoc.
L'année suivante, il reparaît en Italie au secours de Valenza, aux prises d'Acqui, de Ponzone, de Terzo, de Montabuoni, et à la bataille de Plaisance, où le colonel Antoine Louis François marquis de La Roche-Aymon est blessé, à la bataille du Tidone, et enfin à la défense de la Provence envahie par les Autrichiens et les Piémontais. Pendant tout l'hiver, il campa à Tournoux, protégeant les vallées de Barcelonnette et du Var.
Au printemps de 1747, il contribue à la reprise des îles Sainte-Marguerite et Saint-Honorat . Lorsque l'armée se présente
pour franchir de nouveau le Var, il est à l'avant-garde. Quoique fusillés de l'autre rive par le régiment piémontais de La Marine, les soldats du « régiment de la Roche-Aymon » se jettent dans le fleuve, portant leurs fusils au-dessus de leur tête. Cette audace intimide l'ennemi, qui leur livre le passage. A peine établi dans le comté de Nice, le régiment se remet en marche pour joindre le chevalier de Bellisle, dans le haut Dauphiné, et se trouve à la sanglante bataille du col de l'Assiette. Rappelé dans les Alpes-Maritimes, il participe au secours de Vintimille, se distingue aux combats livrés près de cette ville et demeure sur ce terrain jusqu'à la paix. Il vient alors s'établir dans les garnisons de la Provence.

#### Guerre de Sept Ans
En 1755, le « régiment de La Roche-Aymon » fait partie du camp de manoeuvres et de réserve assemblé à Valence.
L'année suivante pendant l'expédition de Minorque, il demeure sur les côtes de la Provence.
En 1757, engagé dans la guerre de Sept Ans, il est à l'armée du Bas-Rhin, et se trouve à la bataille de Hastenbeck, aux prises de Minden et de Hanovre. Etabli à Harbourg après la convention de Closterseven, avec quelques piquets d'autres corps et un escadron de Wurtemberg cavalerie, il est attaqué en novembre par l'armée hanovrienne qui violait sa capitulation. La résistance du « régiment de La Roche-Aymon » fut admirable. Après avoir bravement défendu cette ville ouverte, il se retire dans le château, et commence une série d'exploits qui le maintiennent dans ce poste jusqu'au 30 décembre. Dans la nuit du 7 au 8 de ce mois, il exécute une sortie dans une île de l'Elbe et enlève aux assiégeants un nombreux troupeau. Le 14, l'ennemi ouvre un feu à boulets rouges. Le 27, toutes les défenses étaient ruinées et la brèche était praticable. Il fallut se résigner à capituler. Le général comte de Hardemberg voulait que la garnison se rendit prisonnière, mais le commandant de bataillon de Perreuse, chargé de traiter avec lui, s'écria en montrant le château : « Ce sera donc là notre lit d'honneur ! ». Cette généreuse résolution changea les dispositions du chef hanovrien, et la garnison obtint les honneurs de la guerre, sous la condition de ne pas servir contre l'électeur de Hanovre et ses alliés.

### Régiment de Hainaut (1762-1791)

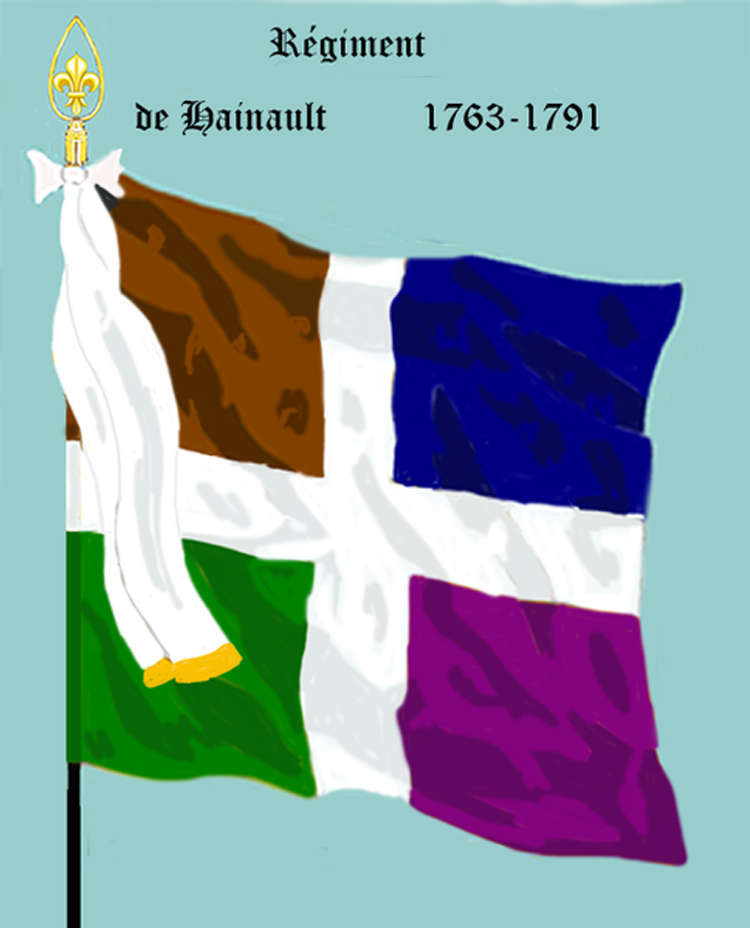
de 1762 à 1793
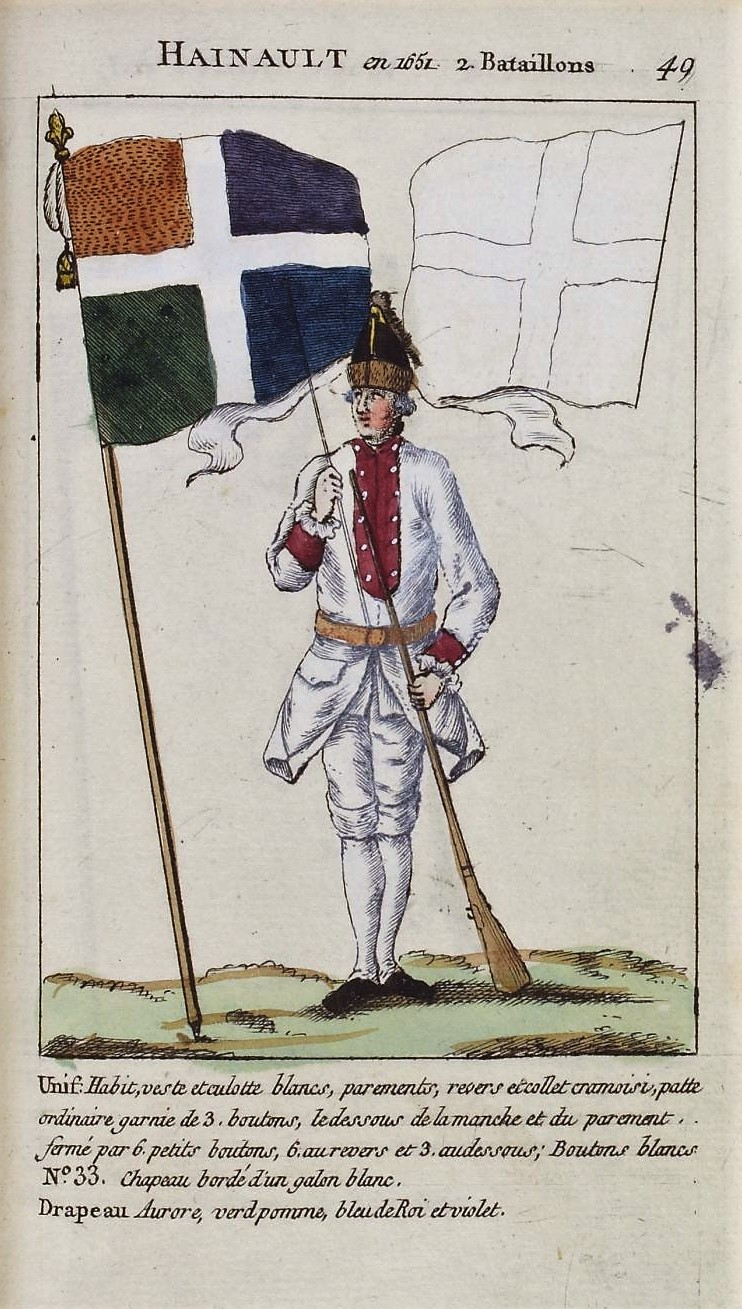
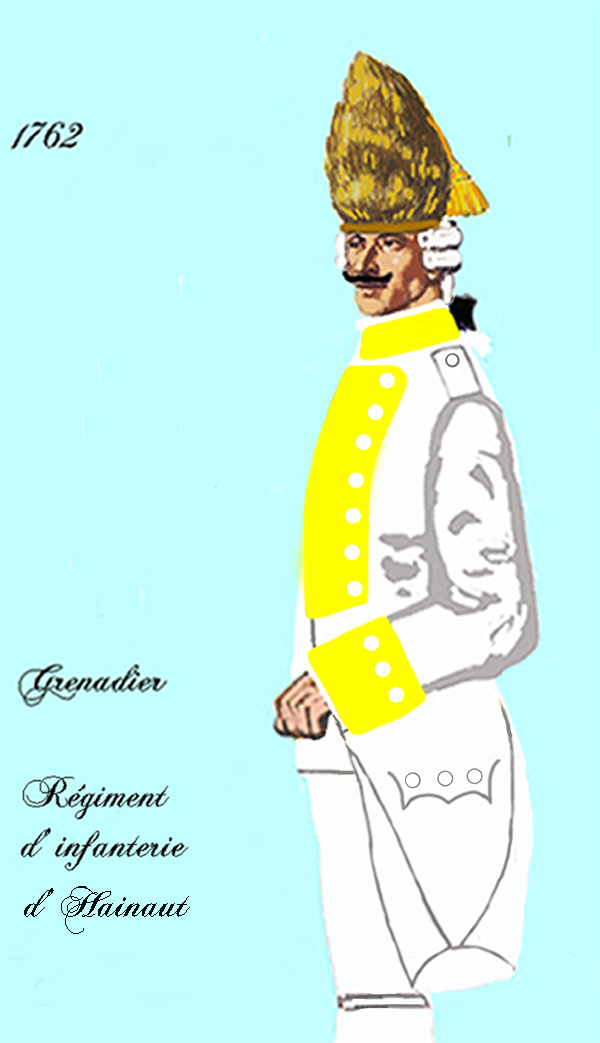
Grenadier, de 1762 à 1767
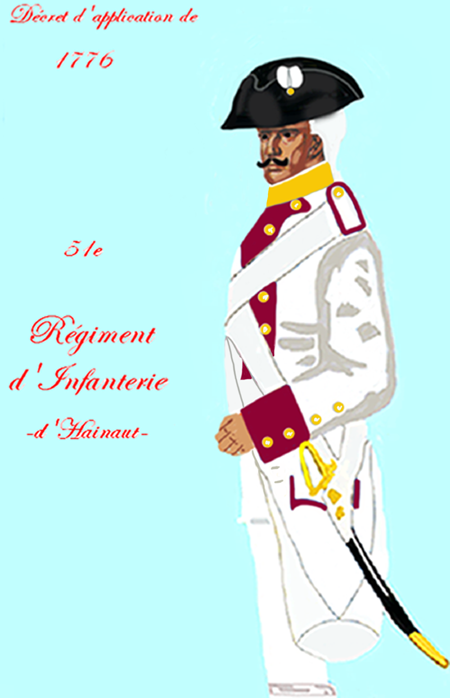
de 1776 à 1779
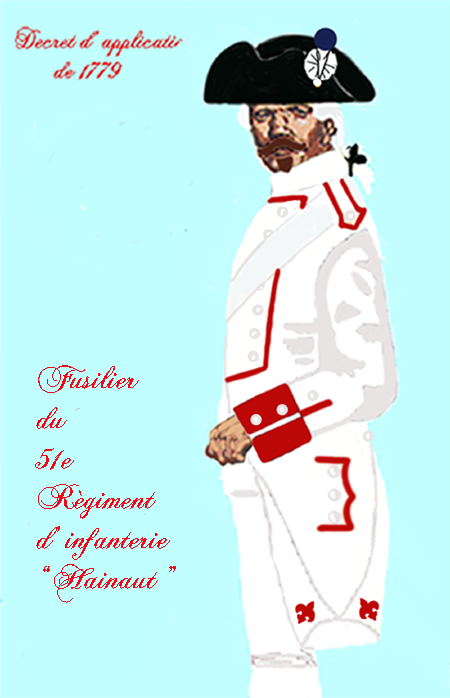
de 1779 à 1791

#### Période de paix
Rentré en France par suite de cette convention, et condamné à l'inaction, le régiment revint dans les garnisons de la Méditerranée, et se trouvait à Alès quand la paix fut conclue.
Par ordonnance royale en date du 10 décembre 1762, les régiments de gentilshommes, avaient été mis sous le titre de noms de Provinces et le « régiment de  Montmorency » conserve ses deux bataillons et prit le nom de « régiment de Hainaut » du nom du comté de Hainaut. Le nom de « régiment de Hainaut » avait été porté auparavant par un corps formé en 1684 et licencié cette année. 
L'ordonnance arrête également l'habillement et l'équipement du régiment comme suit: Habit, veste et culotte blancs, parements, revers et collet jaune citron, pattes ordinaires garnies de trois boutons, autant sur la manche, quatre au revers et autant dessous : boutons blancs et plats, avec le no 33. Chapeau bordé d'argent.
En mars 1763, le « régiment de Hainaut » se rendit à Bayonne et Toulouse puis il passa de à Metz en juillet 1764, et fut appelé en 1766 au camp de Soissons. Après la levée de ce camp, il est allé à Maubeuge, et depuis à Valenciennes en juin 1767, à Rochefort en août 1768, à Montpellier en octobre 1768, à Toulon en décembre 1768, à Belfort en juin 1770, à Phalsbourg en décembre 1770, à Montmédy en juillet 1771, à Lille en octobre 1772, à Embrun et Mont-Dauphin en septembre 1773, à Toulon en mai 1774, à Antibes et Monaco en juin 1776, et à Toulon en novembre 1777.
Le 25 avril 1767 entre en vigueur le « Règlement arrêté par Le Roi Pour L’Habillement de Ses Troupes » pour l’Infanterie, la Gendarmerie, la Cavalerie, les Troupes Légères, les Ingénieurs ainsi que les Officiers-majors des Places des Armées et Aides de Camp. Ce règlement d’environ 120 pages est suivi d’une « Instruction aux Majors » de 34 pages incluant les devis, qui approfondit ces instructions et précise nombre de détails. HAINAULT : Habit, veste & culotte blancs, parements revers & collet de drap cramoisi. Pattes ordinaires (horizontales) garnies de 3 boutons. Le dessous de la manche & du parement fermé par 6 petits boutons, 6 au revers & 3 au-dessous. Boutons blancs (étain) no 33. Chapeau bordé d’un galon blanc de 16 lignes (36 mm) pour les fusiliers et grenadiers, galon argenté pour les fourriers, sergents & tambours-majors de tous les régiments.

#### Guerre d'indépendance des États-Unis
Un bataillon de 500 hommes s'embarqua cette année sur la flotte du comte d'Estaing pour se rendre aux Antilles, dans le cadre de la guerre d'indépendance des États-Unis.
Ce bataillon se distingua d'une manière toute particulière à la prise de la Grenade en juillet 1779. A l'attaque du 3 juillet sur le morne de l'Hôpital, la compagnie de grenadiers formait l'avant-garde, et enleva en un clin d'œil la redoute et tous les retranchements. Le 6 juillet, le « bataillon de Hainaut » assista au combat naval soutenu par la flotte française contre celle de l'amiral Byron. Au mois d'octobre, il prit terre sur le continent d'Amérique et se distingua au siège de Savannah. L'expédition rentra à la Martinique après la levée du siège de Savannah, et le bataillon demeura dans cette île jusqu'à la paix.
Un détachement, embarqué en 1781 sur la Magicienne, prit part au combat livré le 2 septembre 1781 (en) par cette frégate de 32 саnons contre le HMS Chatham, vaisseau anglais de 64 canons. Après trois heures de combat, la Magicienne, près de couler bas, dut amener son pavillon.
52 officiers, sous-officiers et soldats de ce régiment sont morts aux États-Unis durant guerre d'indépendance des États-Unis.

#### Période de paix
En 1783, le 1er bataillon revint en France et fut envoyé à Grenoble. A la même époque, le 2e bataillon, qui était allé à Montpellier en novembre 1778, et à Valence en juin 1780, se rendait à Mont-Dauphin. Au mois de novembre, le régiment tout entier se dirigea sur Saarlouis. Il fut ensuite à Thionville en novembre 1785, à Montmédy en octobre 1787, à Paimbœuf et au Croisic en novembre 1787, à Montmédy en décembre 1787, et fut appelé au camp de Saint-Denis en juillet 1789.
Le régiment est présent à l'affaire de Nancy en 1790.

### 50erégiment d'infanterie de ligneci-devant Hainaut (1791-1793)

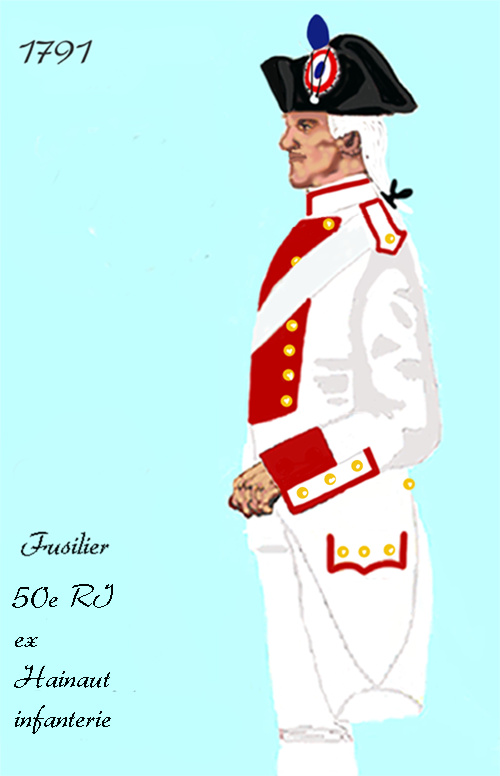
de 1791 à 1793

L'ordonnance du 1er janvier 1791 fait disparaître les diverses dénominations, et les corps d'infanterie ne sont désormais plus désignés que par le numéro du rang qu'ils occupaient entre eux. Ainsi, 101 régiments sont renommés. Les régiments sont toutefois largement désignés avec le terme ci-devant, comme 50e régiment d'infanterie ci-devant Hainaut.

#### Révolution française
Mais la rapidité des événements qui eurent pour résultat la prise de la Bastille, ne lui permit pas d'arriver à destination. Le baron de Charles Gustave Falkenheim, qui commandait le camp de Saint-Denis, lui envoya l'ordre de s'arrêter à Claye. Le régiment partit de là pour se rendre à Metz, puis à Thionville , où il arrivait le 10 novembre 1789. Il resta en garnison dans cette ville jusqu'au 26 mai 1791, puis il fut envoyé à Belfort, d'où il détacha un bataillon au Fort-Louis du Rhin.
En avril 1792, le « régiment de Hainaut » fut envoyé dans le Midi pour la répression des troubles d'Avignon,. Enfin, quand les hostilités devinrent imminentes avec le roi de Sardaigne, le 1er bataillon se rendit au camp du Var, et le 2e bataillon entra en garnison à Toulon.

#### Guerres de la Révolution
Le 1er bataillon de Hainaut contribua, sous les ordres du général Anselme, à la conquête du comté de Nice. II se distingua particulièrement, le 14 février 1793, à Sospel. 
Pendant ce temps, le 2e bataillon de Hainaut servait à la reprise de Toulon, qu'il avait été obligé d'évacuer.
Le 24 novembre 1793, lors de la réorganisation des corps d'infanterie français le 1er bataillon du 50e régiment d'infanterie (ci-devant Hainaut) est amalgamé avec le 4e bataillon de volontaires du Bas-Rhin et le 9e bataillon de volontaires des Bouches-du-Rhône également appelé 1er bataillon de volontaires du Luberon ou bataillon de volontaires d'Apt pour former la 99e demi-brigade de première formation.

Le 14 décembre 1793, lors de la réorganisation des corps d'infanterie français le 2e bataillon du 50e régiment d'infanterie (ci-devant Hainaut) est amalgamé avec le 7e bataillon de volontaires des Bouches-du-Rhône et le bataillon de volontaires de Tarascon pour former la 100e demi-brigade de première formation.
Ainsi disparaît pour toujours le 50e régiment d'infanterie ci-devant Hainaut, partageant le sort de tous ces vieux régiments qui depuis deux siècles avaient défendu si intrépidement la patrie contre toutes les coalitions.
Le « régiment de Hainaut » avait des drapeaux feuille morte, vert, bleu et violet. 
Son uniforme s'était d'abord composé d'habit et culotte gris ou blancs, veste, parements et collet rouges, boutons jaunes, pattes ordinaires garnies de trois boutons et autant sur les manches, chapeau bordé d'or. De 1776 à 1779, il eut les revers et parements cramoisis,et le collet jaune.

### Personnalités ayant servi au régiment
- Bonnot pierre , lieutenant , tué au siège du fort Saint-Philippe en 1756.